# Бжуска, Станислав

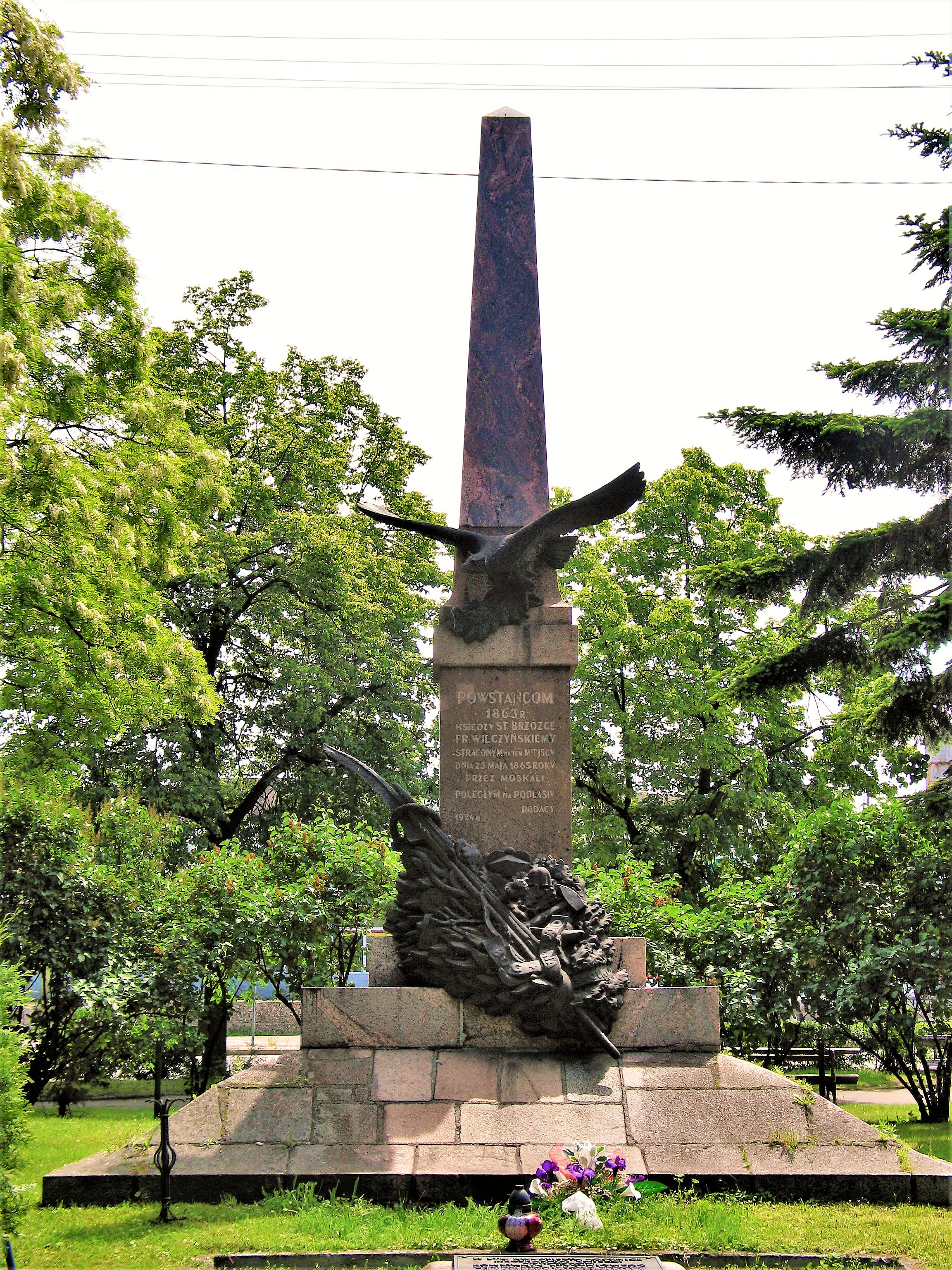
Памятник С. Бжуска в Соколув-Подляски

Стани́слав Бжу́ска (пол. Stanisław Brzóska; 30 декабря 1832, Докудув-Первши — 23 мая 1865, Соколув-Подляски) — польский католический священник, генерал, повстанец, участник Польского восстания 1863—1864.

## Биография
Родился в шляхецкой семье герба Новина. Был священником в Соколове-Подляском и Лукове. 10 марта 1861 года был арестован за антирусскую агитацию, отсидел год в тюрьме. С начала январского восстания был предводителем повстанцев луковского повята. Был произведен в генералы. Сражался под Семятичами, Воскженницами, Грензувкой, Влодавой, Славатычами и под Файславицами.
Был последним комендантом повстанцев. Его группа из 40 мятежников была уничтожена 19 апреля (1 мая) 1864 года. Самому Бжуске тогда удалось уйти вместе со своим заместителем Франтишеком Вильчинским. Около года им удавалось скрываться, однако в апреле 1865 года властям удалось выйти на след Вильчинского и Бжуски.
На рассвете, 17 (29) апреля 1865 года, дом крестьянина Белинского в деревне Краснодембы-Сыпытки, где укрылись повстанцы, был окружен группой из 15 жандармов при поддержке 10 казаков. Во время задержания Вильчинский и Бжуска оказали сопротивление и отстреливались из револьверов. В конечном итоге Бжуска был ранен в руку, а у Вильчинского кончились патроны, в результате чего оба были арестованы.
Вильчинский и Бжуска были приговорены к смертной казни через повешение личным приказом наместника Царства Польского Фёдора Фёдоровича Берга.
Казнь обоих произошла на рынке местечка Соколув-Подляски 11 (23) мая 1865 года, на глазах 10 тыс. человек.
В 60-ю годовщину казни в Соколове-Подляском был открыт памятник Бжуске, разрушенный в 1940 году немцами. В селе Краснодембы Сыпытки, где укрывался Бжуска, открыта мемориальная доска с надписью: «Когда память исчезает, камни говорят. Здесь укрывался и был арестован ген. ксёндз Станислав Бжуска, последний комендант Восстания 1863 на Подлясье и его адъютант Франтишек Вильчинский. Слава героям».